# Stan Crossett
Stanley Roy „Stan“ Crossett (* 18. April 1900 in Tillsonburg, Ontario; † 26. Juni 1992 in Port Hope, Ontario) war ein kanadischer Eishockeyspieler, der während seiner aktiven Karriere zwischen 1929 und 1931 unter anderem 21 Spiele für die Philadelphia Quakers in der National Hockey League auf der Position des Verteidigers bestritten hat.

## Karriere
Crossett, der zu dieser Zeit mit einer Größe von 183 Zentimetern und einem Gewicht von 91 Kilogramm zu den kräftigeren Eishockeyspielern dieser Zeit gehörte, trat erstmals 1929 in Erscheinung. Er spielte in der Ontario Hockey Association für die Port Hope Eagles. Am 9. Januar 1931 wurde der Verteidiger von den Philadelphia Quakers aus der National Hockey League verpflichtet, die aufgrund einer desaströsen Saison auf der Suche nach Verstärkungen waren. Crossett lief in 21 Spielen für das Team auf, konnte sich aber offensiv kaum einbringen und verbuchte keinen Scorerpunkt. Er sammelte in diesem Zeitraum zehn Strafminuten.
Da die Quakers nach der Saison 1930/31 den Spielbetrieb einstellten, kehrte Crossett nach Port Hope zurück, heiratete und unterhielt erfolgreich ein Taxiunternehmen, Hotel sowie eine Schwimmhalle. Zudem diente er als Sergeant im Zweiten Weltkrieg. Er verstarb am 26. Juni 1992 im Alter von 92 Jahren.